# Sterkte (wiskundige logica)
De relatieve sterkte van twee systemen van formele logica kan worden gedefinieerd door middel van de modeltheorie. Specifiek zegt men van een logica {\displaystyle \alpha } dat deze sterker is dan een logica {\displaystyle \beta } wanneer elke elementaire klasse in {\displaystyle \alpha } een elementaire klasse in {\displaystyle \beta } is.